# Sara Canova
Sara Canova (Garbagnate Milanese, 30 aprile 1989) è una cestista italiana.

## Carriera
Comincia a giocare prestissimo all'età di 4 anni e si mette già in mostra quando inizia a giocare dall'estate del 2001 nelle categorie giovanili a Vittuone dove viene chiamata a far parte della rappresentativa Lombardia in un primo momento al trofeo Bulgheroni di Bormio (2002) e successivamente al trofeo delle Regioni "Decio Scuri" di Pescara (2003), disputando poi nello stesso anno le finali nazionali cadette di Comacchio.
A 14 anni, nella stagione 2003-04, l'esordio in B regionale dove l'anno dopo riuscirà a conquistare la promozione in B d'Eccellenza con la squadra altomilanese. 
Proprio a 16 anni, nella stagione 2005-06, l'esordio in B nazionale con prestazioni eccezionali che la portano nell'estate del 2009 a Crema in A2.
Nel 2010 passa a Biassono dove resta tre anni girando costantemente a 10 punti di media realizzati.
L'exploit arriva nel 2013, con il trasferimento a Valmadrera. 
Con le lecchesi conferma la maturità già mostrata nell'ultimo anno a Biassono, diventando giornata dopo giornata, la leader offensiva della squadra. 
In 15 gare delle 19 disputate arriva in doppia cifra, con picchi che portano ai 26 di valutazione, toccati negli incontri contro Alghero nella prima fase Archiviato il 20 gennaio 2015 in Internet Archive. e nella seconda fase Archiviato il 20 gennaio 2015 in Internet Archive. e successivamente nel successo sul campo dell'Astro Cagliari Archiviato il 20 gennaio 2015 in Internet Archive.. 
A fine stagione l'ennesima soddisfazione, viene convocata dalla nazionale italiana per partecipare ai Campionati mondiali di pallacanestro 3x3, in programma a Mosca dal 4 al 9 giugno 2014.
Nell'estate 2014 viene ingaggiata dalla Virtus La Spezia. 
Nel gennaio 2015 il club ligure annuncia il proprio ritiro dal campionato e così a metà mese si trasferisce alla Virtus Eirene Ragusa. 
Nella squadra sicula totalizza 3 presenze in campionato e 1 in Coppa Italia ben figurando ed arrivando in un primo momento alla finale di Coppa Italia e successivamente alla finale scudetto, entrambe perse contro Schio.
Nella stagione 2015-16 ha militato nel Basket Costa Masnaga in serie A2, dando un importante contributo per la salvezza diretta ottenuta con il 9º posto in campionato; durante quest'annata, conquista la simpatia dei "suoi" bambini del minibasket e dei tifosi durante le partite giocate in casa.
Ad inizio estate 2016 viene ingaggiata da Sanga Milano, rimanendo due anni e conquistando i playoff in entrambe le stagioni, sempre ben figurando sul rettangolo di gioco.
Nell'estate del 2018, dopo due stagioni e tante soddisfazioni, lascia la società meneghina per trasferirsi in Piemonte, destinazione Castelnuovo Scrivia, dopo un corteggiamento durato a lungo da parte dello staff tecnico che l'ha voluta fortemente con loro per la stagione 2018-2019.
Anche in questa stagione, con la compagine della provincia di Alessandria, centra l'obiettivo stagionale conquistando i playoff di categoria con qualche giornata di anticipo.
Nell'estate del 2019 si accasa praticamente ad inizio mercato al Basket Carugate, fortemente voluta da Coach Cesari e dal Gm Ganguzza, che aveva cercato di portarla in questa società già diversi anni prima.
In questa stagione dimostra tutta la maturità acquisita negli anni precedenti facendo prestazioni magnifiche, chiudendo la stagione con 12.5 punti di media in 19 partite giocate e guadagnandosi l'accesso alle "Final Eight" di Coppa Italia (visto il 4º posto a fine girone d'andata). Si conquista così la stima e il rispetto da parte di tutta la società e dei numerosissimi tifosi che sono accorsi a vedere le partite della squadra.
Fuori dal campo ha ottenuto la laurea magistrale in scienze motorie. 
Attualmente ricopre il ruolo d'istruttrice minibasket a Carugate e Settimo Milanese, inoltre insegna educazione fisica in una scuola secondaria di primo grado a Milano.

## Statistiche

### Presenze e punti nei club
Statistiche aggiornate al 30 giugno 2020
| Stagione        | Squadra                       | Competizione | Partite | Partite | Partite | Statistiche tiro | Statistiche tiro | Statistiche tiro | Altre statistiche | Altre statistiche | Altre statistiche | Altre statistiche | Altre statistiche |
| Stagione        | Squadra                       | Competizione | Pres.   | Titol.  | Minuti  | Tiri da 2        | Tiri da 3        | Liberi           | Rimb.             | Assist            | Rubate            | Stopp.            | Punti             |
| --------------- | ----------------------------- | ------------ | ------- | ------- | ------- | ---------------- | ---------------- | ---------------- | ----------------- | ----------------- | ----------------- | ----------------- | ----------------- |
| 2008-2009       | Sabiana Vittuone              | Serie B1     | 28      | 27      | 871     | 105/216          | 18/61            | 101/146          | 131               | 32                | 46                | 5                 | 365               |
| 2009-2010       | Eredi Bertolli Crema          | Serie A2     | 25      | 9       | 462     | 34/85            | 6/23             | 23/30            | 65                | 8                 | 32                | 3                 | 109               |
| 2010-2011       | Pilot Italia Biassono         | Serie A2     | 33      | 33      | 1032    | 106/271          | 18/68            | 76/119           | 163               | 9                 | 66                | 4                 | 342               |
| 2011-2012       | Lissone Interni Biassono      | Serie A2     | 21      | 20      | 672     | 52/138           | 13/42            | 65/74            | 104               | 3                 | 31                | 4                 | 208               |
| 2012-2013       | Basket Femminile Biassono     | Serie A2     | 30      | 30      | 1039    | 87/252           | 24/92            | 87/119           | 155               | 14                | 61                | 3                 | 333               |
| 2013-2014       | Sea Logistic Valmadrera       | Serie A2     | 19      | 16      | 641     | 65/162           | 6/34             | 83/108           | 111               | 17                | 45                | 3                 | 231               |
| 2014-gen. 2015  | Carispezia Virtus La Spezia   | Serie A1     | 14      | 0       | 175     | 11/29            | 3/11             | 9/14             | 24                | 5                 | 7                 | 0                 | 40                |
| gen.-giu. 2015  | Passalacqua Ragusa            | Serie A1     | 3       | 0       | 16      | 2/2              | 0/3              | 0/0              | 2                 | 0                 | 0                 | 0                 | 4                 |
| 2015-2016       | B&P Autoricambi Costa Masnaga | Serie A2     | 26      | 15      | 776     | 79/187           | 19/70            | 95/126           | 113               | 21                | 52                | 0                 | 310               |
| 2016-2017       | Il Ponte Casa D'Aste Milano   | Serie A2     | 28      | 20      | 764     | 72/172           | 16/61            | 45/74            | 112               | 19                | 23                | 1                 | 237               |
| 2017-2018       | Il Ponte Casa D'Aste Milano   | Serie A2     | 24      | 14      | 541     | 44/107           | 14/65            | 31/36            | 71                | 31                | 27                | 2                 | 161               |
| 2018-2019       | Autosped Castelnuovo Scrivia  | Serie A2     | 28      | 11      | 620     | 33/89            | 31/109           | 44/62            | 73                | 21                | 12                | 4                 | 203               |
| 2019-2020       | Mapp Tools Blackiron Carugate | Serie A2     | 19      | 19      | 635     | 42/118           | 34/111           | 51/69            | 56                | 23                | 16                | 3                 | 237               |
| Totale carriera |                               |              |         |         |         |                  |                  |                  |                   |                   |                   |                   |                   |